# تيد هاينز
تيد هاينز (بالإنجليزية: Ted Hines)‏ هو أمين مكتبة أمريكي، ولد في 9 سبتمبر 1926 في واشنطن العاصمة في الولايات المتحدة، وتوفي في 25 يونيو 1983.